# Маэкава, Кадзуя
Кадзуя Маэкава (яп. 前川 和也 Маэкава Кадзуя, род. 22 марта 1968, Хирадо, Нагасаки) — японский футболист.

## Карьера
На протяжении своей футбольной карьеры выступал за клубы «Санфречче Хиросима», «Оита Тринита».

## Национальная сборная
С 1992 по 1996 год сыграл за национальную сборную Японии 17 матчей. Также участвовал в Кубке Азии по футболу 1992 года.

## Статистика за сборную
| Сборная Японии | Сборная Японии | Сборная Японии |
| Год            | Матчи          | Голы           |
| -------------- | -------------- | -------------- |
| 1992           | 3              | 0              |
| 1993           | 2              | 0              |
| 1994           | 2              | 0              |
| 1995           | 5              | 0              |
| 1996           | 5              | 0              |
| Итого          | 17             | 0              |

## Достижения
- Кубка Азии: 1992